# Alasdair MacMhaighstir Alasdair
Alasdair mac Mhaighstir Alasdair (Highlands, 1698 – Arisaig, 1770) è stato un poeta e lessicografo scozzese, il nome per esteso in gaelico traduce: "Alessandro, figlio del Reverendo Alessandro" – anche suo padre infatti si chiamava Alasdair ed era conosciuto come Maighstir Alasdair (Mastro Alessandro), che era un modo di riferirsi a prelati nella lingua gaelica scozzese. In inglese il poeta era noto come Alexander MacDonald e "The Clanranald Bard" o anche "The Great Bard (Il Grande Bardo)" ("Am Bàrd Ainmeil").

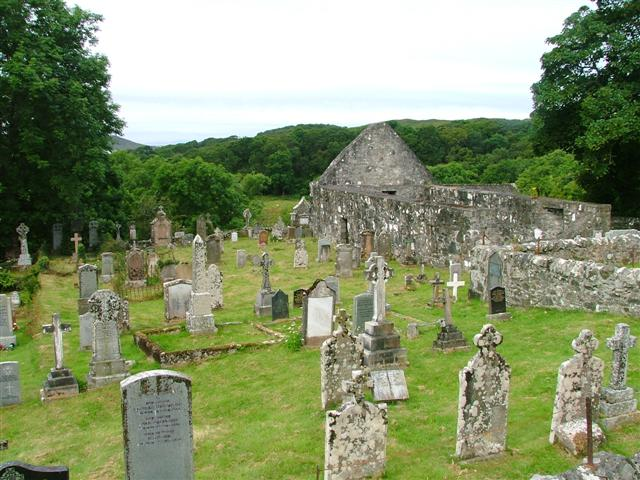
L'antico cimitero cattolico di Arisaig; in un suo punto sconosciuto sono sepolti i resti di Alasdair Mac Mhaighstir Alasdair.

Alasdair fu poeta, lessicografo, scrittore politico e memorialista, rinomato come uno dei migliori poeti in gaelico scozzese del XVIII secolo. Fu ufficiale militare giacobita e tutore gaelico di principe Carlo Edoardo Stuart.

## Citazione
Thug sibh ur cùl ris na creagan
Buidheann fhiata nan glùn giobach;
'S olc an dream sibh, ge nach trod sibh,
Na fir mhóra, ròmach, giobach!
'Voi con la schiena contro la scogliera
Gente selvaggia con ginocchia pelose;
Siete tribù cattiva, anche se non litigate,
Grandi beceri irsuti e cascanti!'»